# Yoshio Nishina
Yoshio Nishina (6 décembre 1890 – 10 janvier 1951) est un physicien nucléaire japonais. Pendant la Seconde Guerre mondiale, il a participé au programme d'armes nucléaires du Japon.

## Biographie
Il démontre avec Oskar Klein la formule de la section efficace de l'effet Compton.
En 1940, il est nommé par l'armée japonaise à la tête de l'équipe chargée d'étudier la fabrication de l'arme nucléaire au sein de l'institut RIKEN.
Trois tomes de lettres et de documents sont parus, en japonais, en 2007. Il y a été noté la présence d'une lettre de E. Teller qui envisage, en 1933, de fuir au Japon.